# BGL Luxembourg Open 2017
BGL Luxembourg Open 2017 byl tenisový turnaj pořádaný jako součást ženského okruhu WTA Tour, který se odehrával na krytých dvorcích s tvrdým povrchem DecoTurf on Wood komplexu Kockelscheuer Sport Centre. Probíhal mezi 16. až 21. říjnem 2017 v lucemburském hlavní městě Lucemburku jako dvacátý sedmý ročník turnaje.
Turnaj s rozpočtem 250 000 dolarů patřil do kategorie WTA International Tournaments. Nejvýše nasazenou hráčkou ve dvouhře se stala světová dvanáctka Angelique Kerberová z Německa, kterou v úvodním kole vyřadila portorická olympijská vítězka Mónica Puigová. Jako poslední přímá účastnice do dvouhry nastoupila 90. hráčka žebříčku Denisa Alertová z České republiky.
První singlové turnajové vítězství na okruhu WTA Tour vybojovala Němka Carina Witthöftová. Premiérovou trofej ze čtyřhry si odvezl nizozemsko-běloruský pár Lesley Kerkhoveová a Lidzija Marozavová. Všechny vítězky tak získaly první kariérní tituly na okruhu WTA Tour.

## Distribuce bodů a finančních odměn

### Distribuce bodů
| Soutěž  | vítězky | finalistky | semifinalistky | čtvrtfinalistky | 16 v kole | 32 v kole | Q  | Q3 | Q2 | Q1 |
| ------- | ------- | ---------- | -------------- | --------------- | --------- | --------- | -- | -- | -- | -- |
| dvouhra | 280     | 180        | 110            | 60              | 30        | 1         | 18 | 14 | 10 | 1  |
| čtyřhra | 280     | 180        | 110            | 60              | 1         | —         | —  | —  | —  | —  |

### Finanční odměny
| Soutěž                              | vítězky  | finalistky | semifinalistky | čtvrtfinalistky | 16 v kole | 32 v kole | Q3    | Q2    | Q1    |
| ----------------------------------- | -------- | ---------- | -------------- | --------------- | --------- | --------- | ----- | ----- | ----- |
| dvouhra                             | 34 667 € | 17 258 €   | 9 113 €        | 4 758 €         | 2 669 €   | 1 552 €   | 810 € | 589 € | 427 € |
| čtyřhra                             | 9 919 €  | 5 161 €    | 2 770 €        | 1 468 €         | 774 €     | —         | —     | —     | —     |
| částka ve čtyřhře je uvedena na pár |          |            |                |                 |           |           |       |       |       |

## Ženská dvouhra

### Nasazení
| Stát                         | Hráčka                | WTA | Nasazení |
| ---------------------------- | --------------------- | --- | -------- |
| Německo                      | Angelique Kerberová   | 12. | 1.       |
| Nizozemsko                   | Kiki Bertensová       | 30. | 2.       |
| Estonsko                     | Anett Kontaveitová    | 35. | 3.       |
| Rumunsko                     | Sorana Cîrsteaová     | 37. | 4.       |
| Belgie                       | Elise Mertensová      | 38. | 5.       |
| Německo                      | Tatjana Mariová       | 52. | 6.       |
| Brazílie                     | Beatriz Haddad Maiová | 58. | 7.       |
| USA                          | Varvara Lepčenková    | 60. | 8.       |
| Žebříček WTA k 9. říjnu 2017 |                       |     |          |

### Jiné formy účasti
Následující hráčky obdržely divokou kartu do hlavní soutěže:
- Angelique Kerberová
- Sabine Lisická
- Andrea Petkovicová

Následující hráčka obdržela do hlavní soutěže zvláštní výjimku:
- Mihaela Buzărnescuová

Následující hráčka nastoupila do hlavní soutěže pod žebříčkovou ochranou:
- Ajla Tomljanovićová

Následující hráčky si zajistily postup do hlavní soutěže v kvalifikaci:
- Jana Fettová
- Pauline Parmentierová
- Alison Van Uytvancková
- Yanina Wickmayerová

Následující hráčka postoupila z kvalifikace jako tzv. šťastná poražená:
- Naomi Broadyová

### Odhlášení
před zahájením turnaje
- Océane Dodinová → nahradila ji  Petra Martićová
- Camila Giorgiová → nahradila ji  Naomi Broadyová
- Magda Linetteová → nahradila ji  Jana Čepelová
- Lucie Šafářová → nahradila ji  Madison Brengleová
- Barbora Strýcová → nahradila ji  Jevgenija Rodinová
- Roberta Vinciová → nahradila ji  Eugenie Bouchardová
- Markéta Vondroušová → nahradila ji  Sara Sorribesová Tormová

### Skrečování
- Sorana Cîrsteaová
- Andrea Petkovicová

## Ženská čtyřhra

### Nasazení
| Stát                                                                      | Hráčka               | Stát       | Hráčka             | WTA  | Nasazení |
| ------------------------------------------------------------------------- | -------------------- | ---------- | ------------------ | ---- | -------- |
| Nizozemsko                                                                | Kiki Bertensová      | Švédsko    | Johanna Larssonová | 49.  | 1.       |
| Japonsko                                                                  | Šúko Aojamová        | Čína       | Jang Čao-süan      | 59.  | 2.       |
| Belgie                                                                    | Elise Mertensová     | Nizozemsko | Demi Schuursová    | 79.  | 3.       |
| Švýcarsko                                                                 | Viktorija Golubicová | Chorvatsko | Darija Juraková    | 115. | 4.       |
| Žebříček WTA k 9. říjnu 2017; číslo je součtem umístění obou členek páru. |                      |            |                    |      |          |

### Jiné formy účasti
Následující pár obdržel do čtyřhry divokou kartu:
- Anna-Lena Friedsamová /  Antonia Lottnerová

### Odhlášení
před zahájením turnaje
- Lara Arruabarrenová
- Kiki Bertensová

## Přehled finále

### Ženská dvouhra
- Carina Witthöftová vs.  Mónica Puigová, 6–3, 7–5

### Ženská čtyřhra
- Lesley Kerkhoveová /  Lidzija Marozavová vs.  Eugenie Bouchardová /  Kirsten Flipkensová, 6–7(4–7), 6–4, [10–6]